# LOL (^^,)

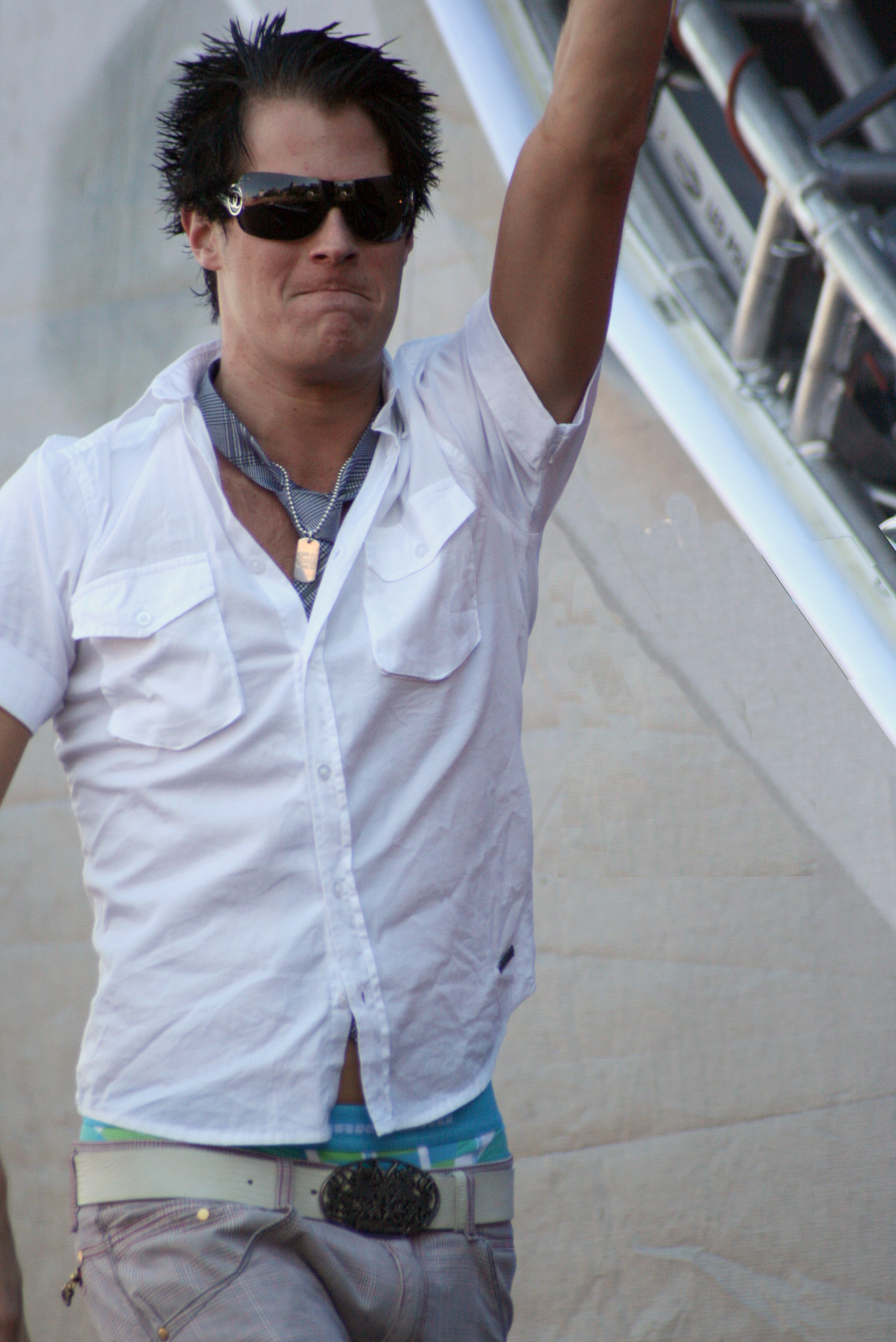
Basshunter in Stettin 2007

LOL <(^^,)> ist das dritte Album des schwedischen Dance-Produzenten Basshunter. Das Album wurde am 30. August 2006 von Warner Music veröffentlicht.

## Geschichte
Das Album wurde überwiegend in schwedischer Sprache aufgenommen. Eine internationale (Weihnachts-)Version des Albums wurde am 22. Dezember 2006 veröffentlicht. Die Veröffentlichung beinhaltet dieselben Titel, allerdings mit auf Englisch übersetzten Titelnamen und in leicht veränderter Reihenfolge. Zusätzlich enthält die CD weitere Titel, einschließlich des zuvor nicht veröffentlichten Liedes Jingle Bells. Das Lied „Sverige“ (Deutsch: Schweden) wurde aus der internationalen Version entfernt. Das Lied Dota ist überarbeitet enthalten.

## Rezeption
Matthew Chisling von AllMusic.com schrieb, das Album „spawned some of the best beats and grinds that Basshunter ever laid down“. Er vergab 3,5 von fünf Sternen.

## Titelliste
Original-/Erstveröffentlichung (1. September 2006)
1. Vi sitter i Ventrilo och spelar DotA (Radio Edit) – 3:21
2. Boten Anna (Radio Edit) – 3:28
3. Strand Tylösand – 3:17
4. Sverige – 2:58
5. Hallå där – 2:38
6. Mellan oss två – 3:57
7. Var är jag – 4:00
8. Utan stjärnorna – 3:50
9. Festfolk (2006 Remix) – 4:00
10. Vifta Med Händerna (Basshunter Remix) (von Patrik och Lillen) – 3:10
11. Professional Party People – 3:09
12. I’m Your Basscreator – 5:24
13. Boten Anna (Instrumental) – 3:20
14. Vi sitter i Ventrilo och spelar DotA (Extended Version) – 7:45

Internationale Version (22. Dezember 2006)
1. Now You’re Gone (Radio Edit) (feat. DJ Mental Theo’s Bazzheads) (Digital bonus track) – 2:39
2. DotA (Radio Edit) – 3:21
3. Boten Anna – 3:28
4. I’m Your Basscreator – 5:24
5. Russia Privjet – 4:07
6. Professional Party People – 3:09
7. GPS – 4:00 („Var är jag“ im Original-Album)
8. Hello There – 2:40
9. We Are the Waccos – 3:58 („Festfolk“ im Original-Album)
10. The Beat – 3:35
11. Without Stars – 3:50
12. Throw Your Hands Up (BassHunter Remix) (von Patrik and the Small Guy) – 3:10
13. Strand Tylösand – 3:17
14. Between the Two of Us – 3:58
15. Boten Anna (Instrumental) – 3:20
16. DotA (Club Mix) – 5:44
17. Jingle Bells – 2:46
18. Beer in the Bar (Digital bonus track) – 3:51

## Kommerzieller Erfolg

### Chartplatzierungen
| ChartsChartplatzierungen | Höchstplatzierung | Wochen |
| ------------------------ | ----------------- | ------ |
| Österreich (Ö3)          | 12 (16 Wo.)       | 16     |
| Schweden (GLF)           | 5 (8 Wo.)         | 8      |

### Auszeichnungen für Musikverkäufe
| Land/Region     | Auszeichnungen für Musikverkäufe (Land/Region, Auszeichnung, Verkäufe) | Verkäufe |
| --------------- | ---------------------------------------------------------------------- | -------- |
| Dänemark (IFPI) | 2× Platin                                                              | 40.000   |
| Finnland (IFPI) | Platin                                                                 | 33.365   |
| Insgesamt       | 3× Platin ·                                                            | 73.365   |